# 三浦将明
三浦 将明（みうら まさあき、1965年9月17日 - ）は、神奈川県川崎市幸区出身の元プロ野球選手（投手）。
甲子園ではエースとして春夏ともに準優勝に導いた。

## 来歴・人物
川崎市立御幸中学校在学時は、同校軟式野球部に所属し投手として活躍した。
高校は県内および東京の私学校から熱心な誘いを受けるも、地元神奈川の強豪である公立の伝統校、Y校こと横浜商業高に入学。
1981年秋の新チームから、1年生ながら長身から投げ下ろす速球と縦に割れる大きなカーブを武器に主戦投手としてチームを牽引。旧くからのライバル校である横浜高を筆頭に桐蔭学園高や東海大相模高、法政二高や日大高など数多の強豪私学がひしめく秋季神奈川県大会を制する。引き続き行われた第34回秋季関東地区高校野球大会決勝で、2年生日野伸一投手（のち東洋大）擁する上尾高に延長12回0-1でサヨナラ負けを喫するも準優勝を果たした。翌春行われる選抜甲子園大会への同校44年ぶりの出場をほぼ確定させた。
三浦自身初の甲子園出場となった1年時の1982年、第54回春の選抜甲子園では、1回戦の八幡大付高（九州）に2-1、2回戦では彦野利勝投手を擁する愛知高（東海）に6-2と快勝しベスト8に進出。準々決勝では憧れであったエース荒木大輔投手に小沢章一、1年生板倉賢司らを擁する優勝候補の一角早稲田実業高（東京）と対戦。試合は早実に中盤先制点を許すも、3番の荒井幸雄や4番高井直継を始めとする打線の援護により試合後半で荒木を攻略し、3-1での逆転勝利を収めた。
準決勝は大会屈指の右腕榎田健一郎投手を擁する優勝候補のPL学園高（近畿）と対戦。三浦、榎田両投手の力投により両校譲らぬ接戦を演じるも後半は「逆転のPL」の歴史に違わない怒涛の粘りにあい、結局試合は9回裏2-3xでの逆転サヨナラ負けとなり決勝へコマを進めることができなかった。
2年時の1983年、第55回春の選抜甲子園決勝で、エースで4番の水野雄仁擁する徳島の池田高に敗れて準優勝。
3年時の同1983年、第65回夏の甲子園決勝で、池田の甲子園夏春夏3連覇を阻止した1年生の桑田真澄・清原和博のKKコンビ擁するPL学園（大阪）に敗れて春夏連続の準優勝。
荒木大輔のいた早稲田実業、水野雄仁のいた池田、桑田真澄と清原和博のいたPL学園と、一時代を築いた3チーム全てと甲子園で対戦した。また、清原和博の甲子園第1号ホームランを打たれた投手でもある。
1983年のプロ野球ドラフト会議で中日ドラゴンズから3位指名を受け入団。プロでもカーブの評価は高かったものの、球威不足と言われあまり活躍は出来なかった。1990年限りで現役を引退。
引退後は中日時代の先輩である倉田邦房から誘われて佐川急便に入り、軟式野球部に入る。その後は同僚の独立に伴って新たな運送会社へ移るが、現場業務で腰を痛めて退職、2012年時点ではスポーツDEPO小牧店でベースボールアドバイザーとして勤務中。

## 詳細情報

### 年度別投手成績
| 年 度     | 球 団     | 登 板 | 先 発 | 完 投 | 完 封 | 無 四 球 | 勝 利 | 敗 戦 | セ 丨 ブ | ホ 丨 ル ド | 勝 率 | 打 者 | 投 球 回 | 被 安 打 | 被 本 塁 打 | 与 四 球 | 敬 遠 | 与 死 球 | 奪 三 振 | 暴 投 | ボ 丨 ク | 失 点 | 自 責 点 | 防 御 率 | W H I P |
| --------- | --------- | ----- | ----- | ----- | ----- | -------- | ----- | ----- | -------- | ----------- | ----- | ----- | -------- | -------- | ----------- | -------- | ----- | -------- | -------- | ----- | -------- | ----- | -------- | -------- | ------- |
| 1986      | 中日      | 3     | 0     | 0     | 0     | 0        | 0     | 0     | 0        | --          | ----  | 30    | 7.0      | 6        | 1           | 4        | 0     | 0        | 6        | 1     | 0        | 4     | 4        | 5.14     | 1.43    |
| 1987      | 中日      | 7     | 0     | 0     | 0     | 0        | 0     | 0     | 0        | --          | ----  | 49    | 11.1     | 13       | 1           | 1        | 0     | 1        | 7        | 1     | 0        | 5     | 5        | 3.97     | 1.24    |
| 1988      | 中日      | 1     | 0     | 0     | 0     | 0        | 0     | 0     | 0        | --          | ----  | 13    | 2.0      | 4        | 1           | 1        | 0     | 1        | 2        | 0     | 0        | 5     | 5        | 22.50    | 2.50    |
| 1989      | 中日      | 5     | 0     | 0     | 0     | 0        | 0     | 0     | 0        | --          | ----  | 44    | 10.2     | 9        | 0           | 6        | 0     | 2        | 10       | 0     | 0        | 3     | 3        | 2.53     | 1.41    |
| 通算：4年 | 通算：4年 | 16    | 0     | 0     | 0     | 0        | 0     | 0     | 0        | --          | ----  | 136   | 31.0     | 32       | 3           | 12       | 0     | 4        | 25       | 2     | 0        | 17    | 17       | 4.94     | 1.42    |

### 記録
- 初登板：1986年4月29日、対読売ジャイアンツ戦（ナゴヤ球場）、9回表に3番手で球場登板、1/3回1失点

### 背番号
- 26 （1984年 - 1988年）
- 60 （1989年 - 1990年）